# 113203 Szabó
A 113203 Szabó (ideiglenes jelöléssel 2002 RC112) a Naprendszer kisbolygóövében található aszteroida. Sárneczky Krisztián fedezte fel 2002. szeptember 7-én.